# (37227) 2000 WW142
2000 WW142 (asteroide 37227) é um asteroide da cintura principal. Possui uma excentricidade de 0.14255930 e uma inclinação de 26.54165º.
Este asteroide foi descoberto no dia 20 de novembro de 2000 por LONEOS em Anderson Mesa.